# Emergency (seria)
Emergency – seria komputerowych strategicznych gier czasu rzeczywistego produkowana przez niemiecką firmę Sixteen Tons Entertainment, w której zadaniem gracza jest ochrona ludzkiego życia. Pierwszą część wydało TopWare CD Service AG, a następne, do 2010 roku wydawało Take-Two Interactive. Wszystkie części serii po 2010 roku wydaje Deep Silver. Rozgrywka w serii polega na dowodzeniu służbami ratowniczymi i porządkowymi (straż pożarna, pogotowie ratunkowe, policja, służby techniczne) w trakcie akcji, bądź katastrofy.
Seria składa się z następujących tytułów:
- Emergency: Fighters for Life (1998)
- Emergency Police (2001) – dodatek do Emergency: Fighters for Life
- Emergency 2: The Ultimate Fight for Life (2002)
- Emergency 3: Mission Life (2005)
- Emergency 4: Global Fighters for Life (2006)
- Emergency: Disaster Rescue Squad (2009) – Nintendo DS
- Emergency 2012 (2010)
- Emergency Mobile (2012) Android, iOS
- Emergency 2013 (2013)
- Emergency 2014 (2013)
- Emergency 5 (2014)
- Emergency 2016 (2015)
- Emergency 2017 (2016)
- Emergency 20 (2017)
- Emergency HQ (2018)
- Emergency (2023)

## Produkcja serii
Za powstanie i rozwój Emergency odpowiedzialne było założone w 1993 roku przez Ralpha Stocka niemieckie studio Sixteen Tons Entertainment. Począwszy od 1998 producent dostarczył pięć części serii, kilka odsłon pobocznych oraz dodatków, oprócz Emergency 2012, Emergency 2013 i Emergency 2014, za które odpowiadało Quadriga Games.